# Babylas Boton
Pour les articles homonymes, voir Boton.
 (juillet 2019).
Babylas Boton est un journaliste béninois, directeur de l’information d’Africa 24.

## Biographie
Formations 
Après des études en linguistiques et en journalisme au Bénin, il débute dans le quotidien béninois Le Matinal. Arrivé en France en 2002, il intègre l’École internationale de création audiovisuelle et de réalisation (EICAR), et en sort avec des diplômes de journaliste et de réalisateur. Il travaille pour la chaîne Télésud avant de rejoindre Africa 24.

### Début de carrière
Officiant au sein de cette chaîne depuis sa création en 2008, Babylas Boton occupe successivement les postes de rédacteur en chef adjoint, rédacteur en chef et directeur des magazines, avant d’être l’actuel directeur de l’information et de la rédaction de cette chaîne panafricaine.

### Parcours dans l'enseignement
Il est intervenu à l’Institut supérieur des métiers de l'audiovisuel, l’université Senghor d’Égypte, où il est chargé de cours aux étudiants en master Communication - Medias,.

## Distinctions
Il reçoit le prix de meilleur journaliste d'Afrique en 2017,.